# Partido Social Cristiano (Alemania)
El Partido Social Cristiano (alemán: Christlich-soziale Partei, CSP) fue un partido político derechista en el imperio alemán, fundado en 1878 por Adolf Stoecker como Christlichsoziale Arbeiterpartei (Partido Social Cristiano de los Trabajadores). Combinaba un programa cristiano y conservador con ideas progresistas en materia de trabajo, y trató de ofrecer una alternativa para los votantes desilusionados de los socialdemócratas. También se centró en la "cuestión judía" con una clara actitud antisemita.

## Historia
En diciembre de 1877 Stoecker, capellán doméstico en la corte del emperador Guillermo I y miembro del consejo de la Iglesia Evangélica de la Unión Prusiana, junto con el economista Adolph Wagner había fundado la Asociación Central para la Reforma Social (Zentralverein für Sozialreform), que combatía la injusticia y la pobreza después de la Revolución Industrial. La organización estaba destinada a contrarrestar el aumento del supuestamente revolucionario Partido Socialdemócrata de Alemania y responder a la cuestión social instando sobre la base de la religión protestante y la monarquía. Se constituyó como partido el 1 de febrero de 1878.
A su vez, los socialdemócratas como Johann Most llevaron a cabo una gran manifestación en protesta contra el partido y su "cristianismo". En las elecciones parlamentarias de 1878, el partido obtuvo menos del 1% de los votos, y no entró en el Reichstag.
Tras su derrota, el CSP renunció a su posición como partido obrero y se concentró en los sectores medianamente acomodados del electorado.
El partido nunca obtuvo el apoyo de masas, pero Adolf Stoecker fue capaz de obtener un escaño en el Reichstag después de formar una coalición electoral con el Partido Conservador Alemán (DKP). En el parlamento, actuaba como un ultraderechista más cercano a las políticas del DKP, abogando por la abolición del sufragio universal y estando en contra de las políticas de Otto von Bismarck, hasta la renuncia del canciller en 1890. Stoecker incluso fue capaz de, gracias a su influencia, incluir algunas políticas antisemitas en el DKP en el programa de este partido publicado en 1892, sin embargo, cuando los conservadores se preocuparon por sus políticas extremistas, los sociales cristianos se vieron obligados a retirarse de la coalición en 1896. Una fracción del ala izquierdista del partido liderada por Friedrich Naumann se separó para fundar la Asociación Nacional Social.
La desaparición definitiva del Partido Social Cristiano se produjo en el año 1900. Adolf Stoecker murió en 1909 y en noviembre de 1918, la mayoría de los miembros de la CSP, liderados por el miembro del Reichstag Reinhard Mumm (quien sucedió a Stoecker en la representación de la circunscripción de Arnsberg), se acercaron al Partido Nacional del Pueblo Alemán (Deutschnationale Volkspartei, DNVP) en 1918. El grupo que no estuvo de acuerdo con la fusión del partido, se separó de nuevo, emergiendo como el Servicio Social Cristiano Popular (Christlich-Soziale Volksdienst) en 1929 después de que el magnate Alfred Hugenberg se había convertido en presidente del DNVP.